# ادوین پتریکات
ادوین پتریکات (لهستانی: Edwin Petrykat؛ زادهٔ ۱۱ فوریه ۱۹۴۷) بازیگر اهل لهستان است.
از فیلم‌ها یا مجموعه‌های تلویزیونی که وی در آن‌ها نقش داشته‌است، می‌توان به مسکوی کوچک، کونگ-فو، پدر متیو، قانون حقیقی، پیت‌بول، در خوشی و سختی، موج جرم و جنایت، عشق اول، جهان به روایت خانواده کیپسکی، دوشیزه بی‌اهمیت و المپیک ۴۰ اشاره نمود.